# Molsheim Motor Cars
Molsheim Motor Cars Inc. war ein US-amerikanischer Hersteller von Automobilen.

## Unternehmensgeschichte
Das Unternehmen wurde am 2. April 1974 in Twentynine Palms in Kalifornien gegründet. Andere Quellen nennen Pasadena in Kalifornien. Die Produktion von Automobilen begann. Der Markenname lautete Molsheim II. Nach dem 22. August 1977 ist nichts mehr bekannt. Die Fahrzeuge entstanden in kleiner Auflage.

## Fahrzeuge
Das einzige Modell war eine hochwertige Nachbildung eines Bugatti Type 35. Karosserieteile aus Leichtmetall, Kühlergrill und Reifen entsprachen dem Original. Ein Vierzylindermotor von Ford trieb die Fahrzeuge an. Eine Quelle nennt einen Motor vom Ford Pinto mit 2000 cm³ Hubraum und Turbolader. Eine andere Quelle gibt an, dass der Motor 2500 cm³ Hubraum hatte und mittels eines Kompressors 285 PS leistete.